# Bohumil Hrabal
Bohumil Hrabal (Brno, Imperio austrohúngaro, 28 de marzo de 1914 - Praga, República Checa, 3 de febrero de 1997) fue un destacado novelista checo, entre cuyas obras cabe destacar Trenes rigurosamente vigilados (1964), Yo, que he servido al rey de Inglaterra (1971), Una soledad demasiado ruidosa (1977, en edición «samizdat») y la autobiográfica Bodas en casa (1986-1987).
Sus novelas han sido traducidas a 27 lenguas.

## Biografía

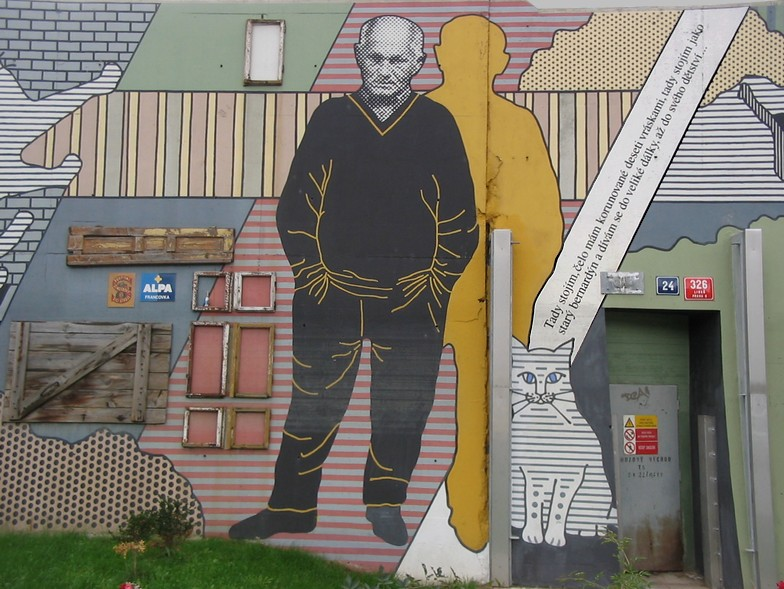
Mural dedicado a Bohumil Hrabal. El texto a su izquierda dice: «Estoy de pie aquí, la frente coronada de mil arrugas, estoy aquí de pie, como un viejo San Bernardo, y miro a la lejanía, muy lejos, hasta el confín de mi infancia...»

Bohumil Hrabal estudió derecho en la Universidad Carolina de Praga, teniendo que interrumpir sus estudios a causa de la ocupación nazi de Checoslovaquia. Trabajó como empleado ferroviario durante la Segunda Guerra Mundial y luego fue tramoyista, cartero y obrero metalúrgico; también trabajó en una planta de reciclaje de papel de libros censurados. Aunque a finales de la década de 1940 había comenzado a escribir tanto poesía como relatos cortos, Hrabal fue un escritor tardío, pues no sería hasta 1963 (a punto de cumplir su medio siglo de vida) cuando publicó su primer libro Skřivánci na niti (Alondras en el alambre).
Durante los años setenta, en la denominada «época de normalización» en la Checoslovaquia comunista, el autor fue represaliado pese a no ser uno de los firmantes de la «Carta 77», siendo expulsado de la Asociación de Escritores Checos y retirándose su obra de librerías y bibliotecas.
Hrabal se vio obligado a publicar sus textos de forma ocasional en tiradas reducidas, en lo que se conoció como ediciones «samizdat», cuando sus novelas anteriores siempre habían agotado sus tiradas poco después de ponerse a la venta.
Pese a su fama, el escritor checo se mantuvo alejado de la vida social, y gustaba de entretener su ocio en su habitual cervecería praguense. Bohumil Hrabal murió a los 83 años de edad tras caerse de un quinto piso, y todavía se mantiene el debate de si fue accidental o se trató de un suicidio.

## Obra
Las primeras obras de Hrabal comprenden una confusa mezcla de pequeñas historias y anécdotas de irrefrenable comicidad, sostenidas por un lenguaje rico y compacto. Dichos textos, situados entre la literatura oral y la vanguardista, muestran un gran despliegue de humor y asociaciones surrealistas.
Dentro de esta época cabe destacar Clases de baile para adultos y alumnos aventajados (Tanecní hodiny pro starsí a pokrocilé, 1964), obra de construcción experimental que está constituida por una infinita frase inacabada.
En 1965, Hrabal publicó Trenes rigurosamente vigilados (Ostře sledované vlaky), relato acerca de un guardagujas y su aprendiz cuyo telón de fondo es la angustia por la ocupación nazi de Checoslovaquia, pero que también presta atención a los pequeños detalles y a la iniciación sexual del joven protagonista.
El autor se inspiró en hechos reales sucedidos en el protectorado de Bohemia y Moravia, cuando un grupo de guerrilleros atacaron un tren alemán de municiones cerca de la estación de Stratov.
La novela fue llevada al cine por el director Jiří Menzel en 1966: Trenes rigurosamente vigilados, filme rodado en los Barrandov Studios y protagonizado por Václav Neckář, obtuvo el Óscar a la mejor película de habla no inglesa en 1967.

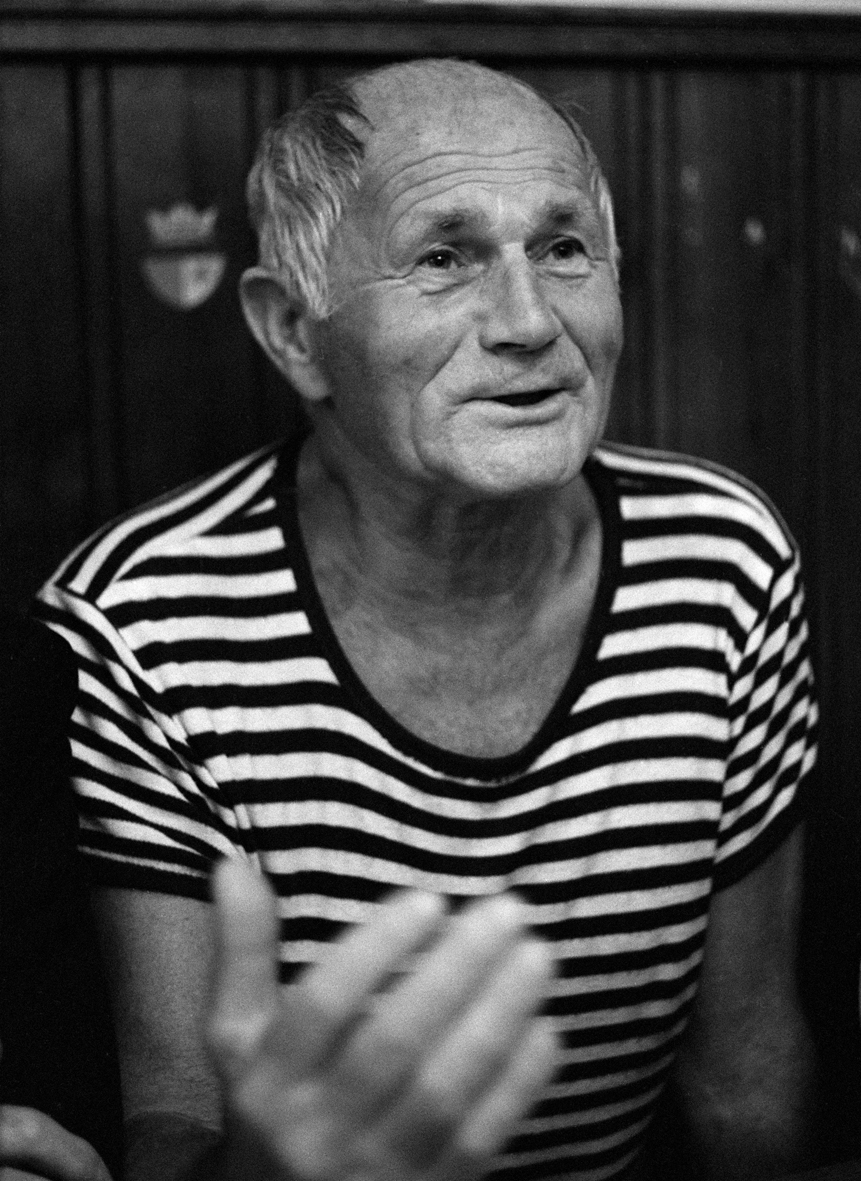
Bohumil Hrabal en 1985
(foto Hana Hamplová)

Tras la invasión soviética de 1968 —que le supuso varios años de silencio editorial forzado—, Hrabal escribió tres novelas que quizás representen la cumbre de su producción literaria: Tierno bárbaro (Nezný barbar, 1973), obra publicada sólo en el extranjero que relata las aventuras picarescas e inverosímiles de un dibujante y sus amigos —uno de ellos el propio Hrabal— en la Praga de mediados del siglo XX; Yo que he servido al rey de Inglaterra (Obsluhoval jsem anglického krále, 1971), descripción de la ascensión y caída de un joven aprendiz de camarero en contacto con la historia; y Una soledad demasiado ruidosa (Příliš hlučná samota, 1976), amargo monólogo de un trabajador de un almacén de reciclaje de papel frente a un mundo que cambia de manera inexplicable. Esta última obra fue escrita por el sistema «samizdat», aunque no publicada en una tirada normal hasta 1980 en Colonia (Alemania). Se trata de una obra que puede ser considerada de trasfondo metafísico sobre la posición del hombre en la sociedad, con una visión aún más radical que la de su conciudadano Kafka.
Yo que he servido al rey de Inglaterra constituye una mirada irónica pero también cómica sobre la vida de un camarero corriente.
Supone el primer intento por parte del autor de crear una obra de grandes proporciones, si bien puede argumentarse que la novela aún está dividida en cinco secciones específicas.
Asimismo, la obra retrata un período histórico crucial en la historia de Checoslovaquia que incluye la ocupación del país por los nazis, el período posterior a la guerra, la nacionalización o el encarcelamiento de los antiguos millonarios.
En 2006 el director Jirí Menzel estrenó la película Yo serví al rey de Inglaterra, basada en esta novela. Este cineasta definió a Hrabal como un autor que «describió muchos horrores y bestialidades de la vida sin asomo de depresión o desesperación; al contrario, nos enseñó a prepararnos para aguantar sus durezas sin perder el sentido del humor.»
De entre sus restantes títulos sobresale la trilogía de recuerdos Bodas en casa (Svatby v domě, 1986-1987), obra que consta de una primera parte de título homónimo y las continuaciones Vita nuova y Proluky.
El texto recoge la trayectoria personal e intelectual de Hrabal, narrada por su esposa Eliska y por otras personas de su entorno, así como por el propio autor.

## Bibliografía

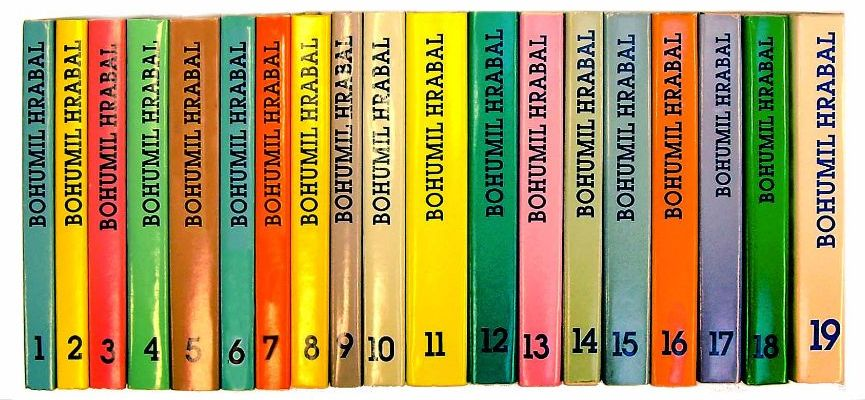
Obras completas de Bohumil Hrabal en 19 volúmenes (Pražská imaginace)

## Estilo
En un primer momento, la escritura de Hrabal muestra las influencias del surrealismo y del dadaísmo, utilizando los principios del collage y del montaje.
Del movimiento dadaísta, Hrabal toma la capacidad de «aplastar» la realidad, fragmentándola de tal manera que los detalles cobran su propia importancia semántica e interactúan de manera inesperada con otros detalles en los que uno normalmente no repararía, considerándolos banales.
En sus inicios como escritor, Hrabal se inspiró en autores como Louis-Ferdinand Céline y Giuseppe Ungaretti, siendo también un gran admirador de James Joyce, de cuya obra podía evocar pasajes completos.
En la obra de Hrabal destaca la perspicacia en la observación costumbrista y un talento narrativo novedoso y lírico. Hay que considerar que todos sus textos provienen de acontecimientos reales; nada es inventado, sólo desplazado en el tiempo y reajustado. A menudo los personajes de las obras de Hrabal son raros y extravagantes, antihéroes que poseen una inagotable alegría por existir, alegría que se manifiesta verbalmente. Actúan de modo atrevido, caracterizados por el interés por los detalles cotidianos y mínimos, poseyendo una gran dosis de imaginación creativa. En palabras del propio autor:

Allí donde fallo yo como hombre, fallan también mis personajes literarios. Por otro lado, ellos sienten orgullo por las mismas cosas que yo, es decir, por los pormenores cotidianos de la vida

Las novelas de Hrabal han sido descritas como una espiral, un movimiento constante entre el placer y el miedo, así como entre la culpa y el deleite. Presentan el difícil esfuerzo por ser hedonista en un mundo donde el placer ha desaparecido, donde la única verdad reconocida es la historia o la política.
Considerado un escritor genuinamente entretenido, Hrabal poseía una sensibilidad capaz de entender la faceta cómica de lo absurdo de la existencia.
Su compatriota Milan Kundera definió a Hrabal como «la encarnación de la Praga mágica, una unión del humor terrenal y la imaginación barroca».
Asimismo, según palabras de su traductora al español y al catalán Monika Zgustova, «en sus libros hay tanta literatura como filosofía».

## Obras publicadas en español
- Trenes rigurosamente vigilados, 1969, editorial Santiago; 1988, editorial Península; 1992, editorial Destino; 2017, editorial Seix Barral.
- Yo que he servido al rey de Inglaterra, 1989, editorial Destino.
- Anuncio una casa donde ya no quiero vivir, 1989, editorial Península. (y como "Señor Kafka" en editorial Nórdica, 2023)
- Bodas en casa, 1990, editorial Destino.
- Una soledad demasiado ruidosa, 1990, editorial Destino.
- Personajes en un paisaje de infancia, 1991, editorial Destino.
- Quien soy yo, 1992, editorial Destino.
- Las desventuras del viejo Werther, 1994, editorial Península.
- La pequeña ciudad donde el tiempo se detuvo, 1995, editorial Destino.
- Los palabristas, 1997, editorial Destino.
- Leyendas y romances de ciego, 2000, editorial Destino.
- Lecciones de baile para mayores, 2003, editorial Metáfora.
- Tierno bárbaro, 2014, editorial Galaxia Gutenberg.
- Clases de baile para mayores, 2014, editorial Nórdica.
- Mi gato Auticko, 2016, editorial Galaxia Gutenberg.
- Evangelio esquizofrénico. 2018. La Fuga Ediciones.
- Una hermosa tristeza, 2023, editorial Pinka.

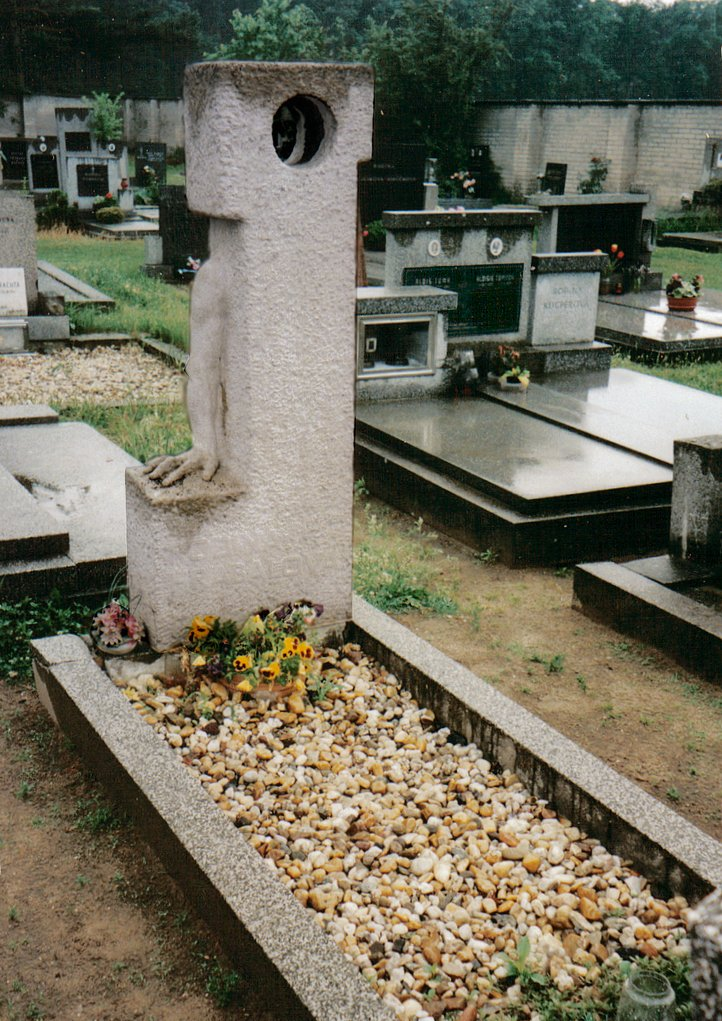
Tumba de Bohumil Hrabal en Praga

## Obras sobre Bohumil Hrabal
- Los frutos amargos del jardín de las delicias / Vida y obra de Bohumil Hrabal por Monika Zgustová